# نموذج حي

تعد إشريكية قولونية من النماذج الحية وهي بكتيريا سلببية الغرام من بدائيات النوى

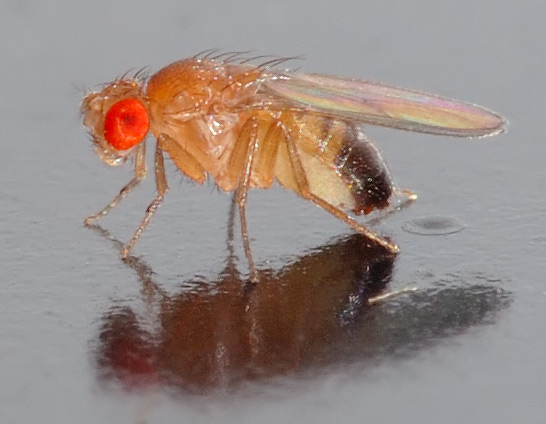
ذبابة الفاكهة السوداء البطن من أحد أهم النماذج التي يتم إجراء التجارب عليها.

النموذج الحي أو الكائن النموذجي (بالإنجليزية: Model organism)‏ هو نوع غير بشري تتم دراسته بشكل مفصل لفهم ظواهر حيوية معينة، مع توقع أن تؤثر الاكتشافات الجديدة للنموذج الحي في إعطاء إلماحه عن العمليات في غيرها من الكائنات. يستخدم النموذج الحي على نطاق واسع لاكتشاف الأسباب والعلاجات المحتملة للأمراض الإنسانية خاصة عندما لا يتسنى عمل هذه التجارب للإنسان بأن تعتبر غير صالحة أو تعد عملاً غير أخلاقياً. يتسنى إجراء هذه الطريقة بفضل الأصل المشترك بين جميع الكائنات الحية، والمحافظة على المسارات الإستقلابية والتنموية بالإضافة للمادة الوراثية خلال التطور. وبالرغم من أن دراسة النموذج الحي قد تكون نافعة ومفيدة إلا أنه يجب توخي الحذر عند التعميم من كائن إلى آخر.

## اقرأ أيضاً
- التجارب على الحيوان
- تجارب حيوانية على اللافقاريات